# Efate albobicinctus
Efate albobicinctus là một loài nhện trong họ Salticidae.
Loài này thuộc chi Efate. Efate albobicinctus được Lucien Berland miêu tả năm 1938.